# Hinds County
Hinds County is een county in de Amerikaanse staat Mississippi.
De county heeft een landoppervlakte van 2.251 km² en telt 250.800 inwoners (volkstelling 2000). De hoofdplaats is Jackson.

## Bevolkingsontwikkeling

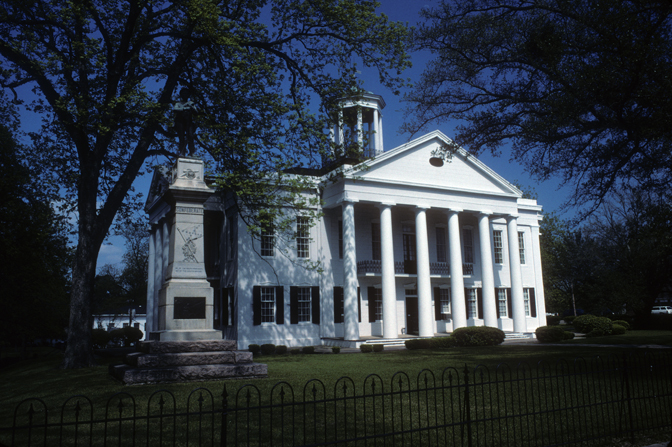
Hinds County Courthouse